# Trzepnica
Trzepnica – wieś w Polsce położona w województwie łódzkim, w powiecie piotrkowskim, w gminie Łęki Szlacheckie. Wieś zamieszkiwana jest przez około 430 mieszkańców. 
| SIMC    | Nazwa             | Rodzaj    |
| ------- | ----------------- | --------- |
| 0545515 | Jeżówka           | część wsi |
| 0545521 | Molina            | część wsi |
| 0545544 | Pocieszna Górka   | część wsi |
| 0545567 | Trzepnica-Kolonia | część wsi |

W latach 1975–1998 miejscowość administracyjnie należała do województwa piotrkowskiego.
Znajduje się w niej klasycystyczny dwór z 1 połowy XIX wieku. Do 2015 roku znajdowała się w nim szkoła podstawowa. Obecnie obiekt stoi pusty, szkoła w roku szkolnym 2015/16 została przeniesiona do nowo wybudowanego obiektu. Miejsce to związane jest ze słynną polską kurierką z czasów II wojny światowej Krystyną Skarbkówną, ochrzczoną w pobliskiej parafii Bęczkowice. Jej rodzice byli właścicielami dworu i majątku. Dwór później rozbudowano przez dobudowę skrzydeł. Jest on parterową budowlą murowaną. Posiada piętrowy ryzalit w części środkowej i pięterko od północy. W ryzalicie znajduje się czterokolumnowy portyk z balkonem. W XVII w. właścicielami Trzepnicy byli bracia Bąkowscy a następnie rodzina Sapalskich, Kamockich, Skarbków. W 1927 roku majątek został rozparcelowany, ostatnim właścicielem dworu był Feliks Bolechowski.
W Trzepnicy znajduje się jednostka Ochotniczej Straży Pożarnej, założona w 1917 roku. Ponadto w rejestrze stowarzyszeń znajduje się powołane w 2009 roku Stowarzyszenie Rozwoju i Promocji Wsi Trzebnica oraz Okolic. W miejscowości funkcjonują także Ośrodek Zdrowia - NZOZ SUL-Med oraz punkt apteczny.
Przez miejscowość przepływa rzeka Luciąża, na której w 1998 roku zakończono budowę Zbiornika Retencyjnego Cieszanowice. 
Koło Trzepnicy znajduje się sanktuarium Matki Bożej Pocieszenia, zwane Pocieszną Górką.
W Trzepnicy krzyżują się drogi powiatowe nr 1513E i 3929E. Miejscowość posiada bezpośrednie połączenie z Piotrkowem Trybunalskim dzięki dwóm linią realizującym kursy od poniedziałku do soboty.

## Zabytki
Według rejestru zabytków Narodowego Instytutu Dziedzictwa na listę zabytków wpisane są obiekty:
- zespół dworski (nr 8), 1 poł. XIX w.:
  - dwór, nr rej.: 191 z 28.09.1967
  - park, nr rej.: 335 z 16.03.1984

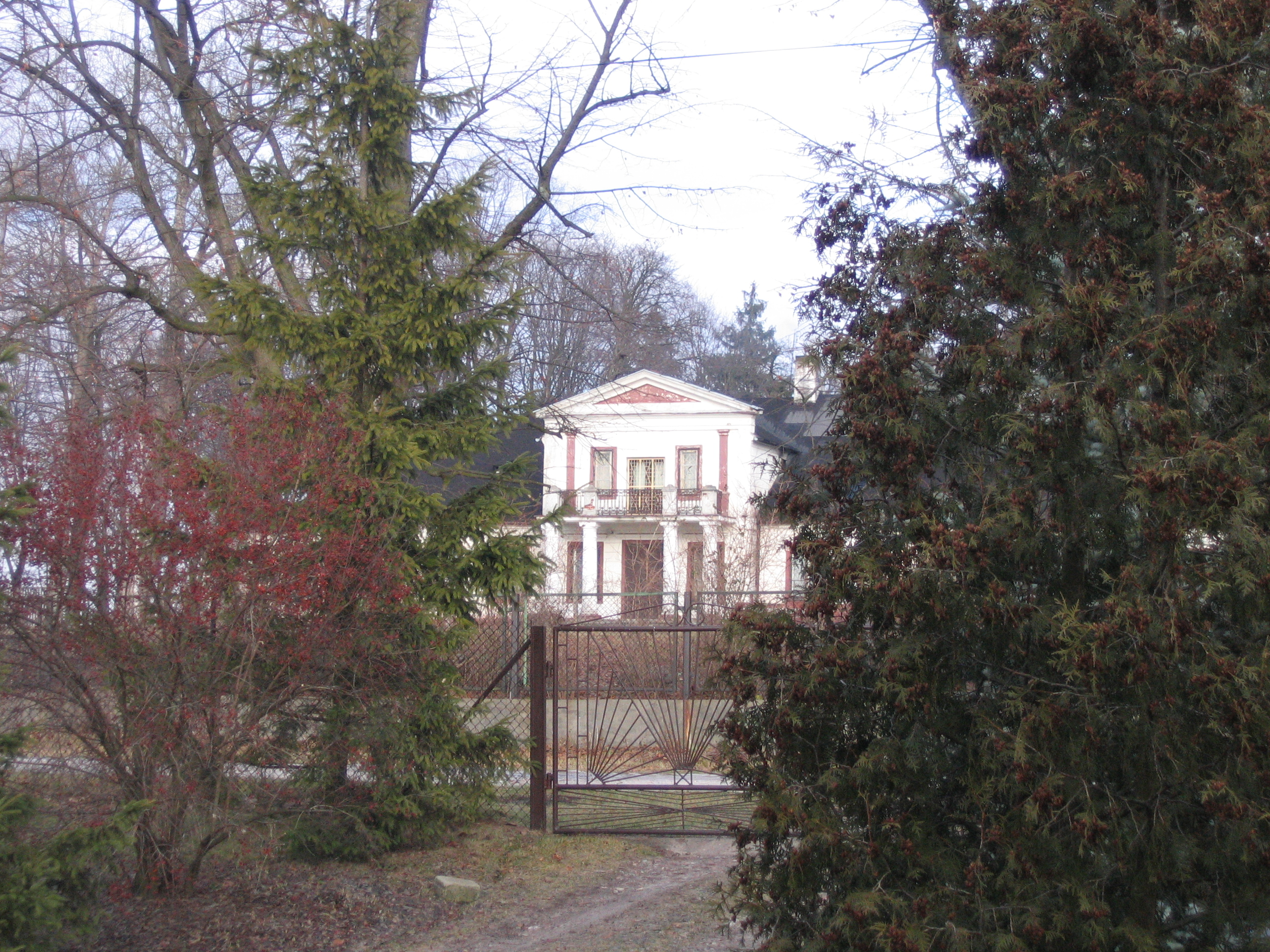
Dworek w Trzepnicy
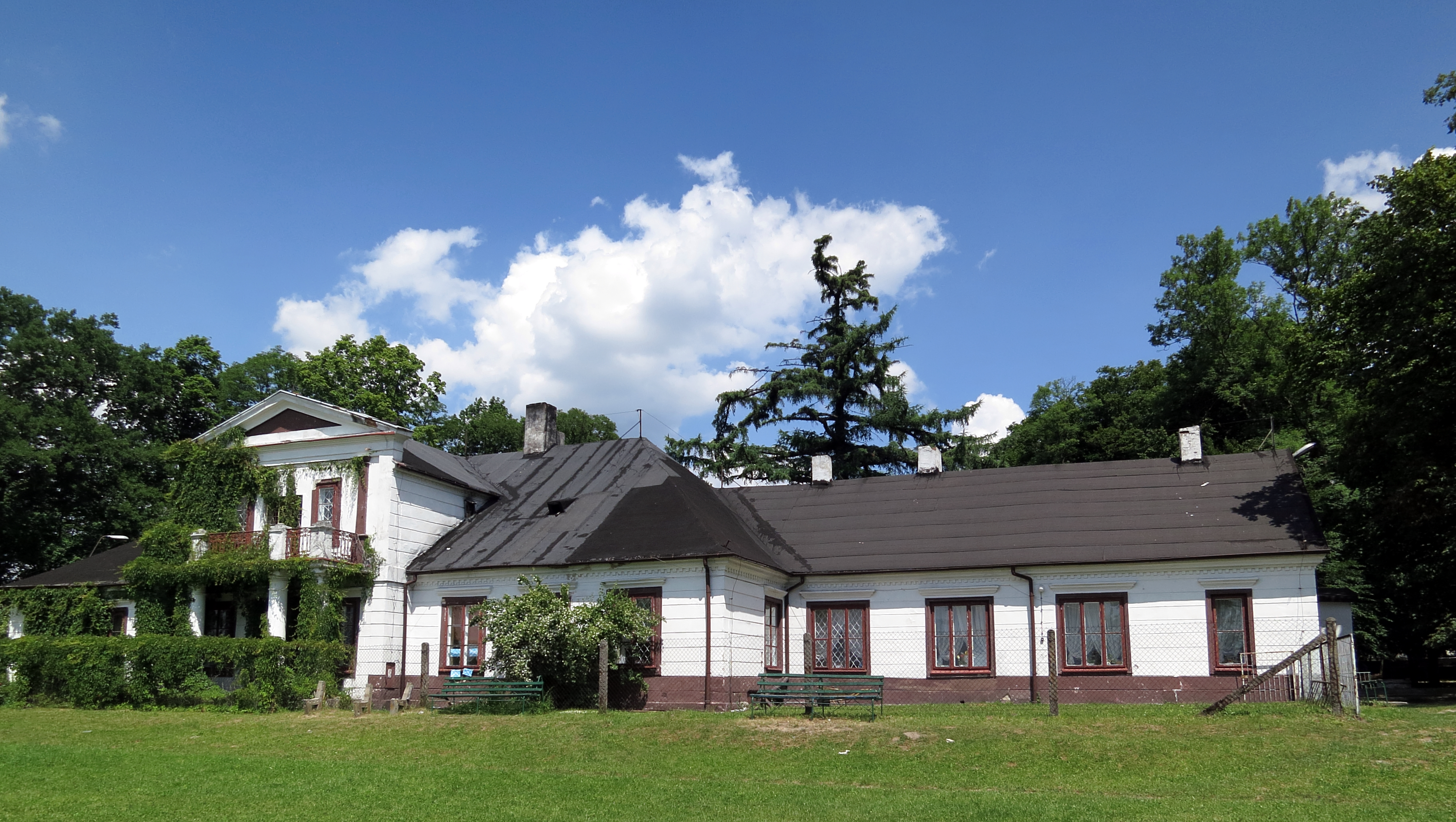
Dworek w Trzepnicy
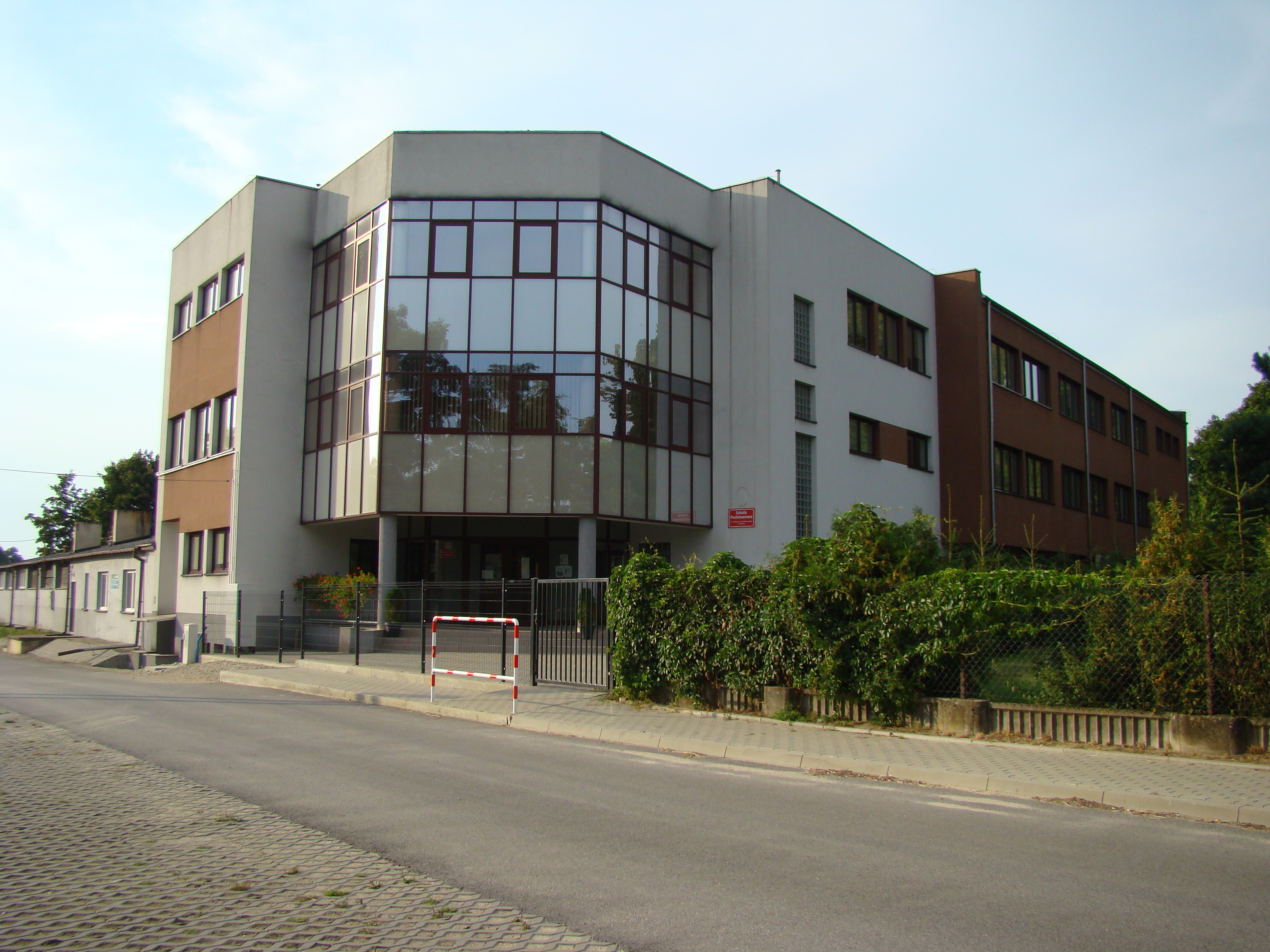
Szkoła Podstawowa